# Crépon

Crépon este o comună în departamentul Calvados, Franța. În 1 ianuarie 2022 avea o populație de 222 de locuitori.